# AirAsia India
AirAsia India — индийская авиакомпания со штаб-квартирой в Бангалоре, штат Карнатака. Авиакомпания является совместным предприятием, в котором Tata Sons владеет 83,67 % акций авиакомпании, а AirAsia Investment Limited (Малайзия) владеет 16,33 % акций. AirAsia India начала полёты 12 июня 2014 года из Бангалора в качестве основного узла. AirAsia является первой иностранной авиакомпанией, открывшей дочернюю компанию в Индии, и компания ознаменовала возвращение Tata Group в авиационную отрасль спустя 60 лет, уступив Air India в 1946 году. По состоянию на июнь 2020 года AirAsia India была 4-м по величине перевозчиком. в Индии после IndiGo, SpiceJet и Air India с долей рынка 7,2 %.

## История
В феврале 2013 года, когда правительство Индии разрешило прямые иностранные инвестиции в авиакомпаниях в размере до 49 %, AirAsia Berhad подала заявку в Индийский совет по поощрению иностранных инвестиций (FIPB) за разрешением на начало своей деятельности в Индии. В марте 2013 года AirAsia объявила о создании совместного предприятия с Tata Sons и Telestra Tradeplace.
AirAsia планировала начать полёты в различные города уровня 2 и уровня 3, используя международный аэропорт Ченнаи в качестве основного узла. По данным KPMG, введение AirAsia, как ожидается, вызовет новую ценовую войну, что в конечном итоге приведёт к увеличению воздушного движения и некоторой консолидации в индийском авиационном секторе. Первоначально AirAsia инвестировала 50 миллионов долларов США и в рамках подготовки к своей деятельности в Индии заключила сделки с онлайн- и офлайн-турагентами. 3 марта 2013 года FIPB официально разрешила AirAsia арендовать или арендовать самолёты и перевозить грузы на своих регулярных рейсах. Затем авиакомпания подала заявку на получение разрешения на перевозку пассажиров, которое FIPB приняла 6 марта. AirAsia India была основана 28 марта 2013 года и стала первой иностранной авиакомпанией, открывшей дочернюю компанию в Индии. В апреле авиакомпания начала набор кандидатов в пилоты и бортпроводников. 30 мая 2014 года авиакомпания объявила о переносе своей базы в Бангалор и своём первом рейсе оттуда в Гоа. AirAsia выполнила свой первый рейс 12 июня 2014 года. В июне 2015 года авиакомпания сделала международный аэропорт Индиры Ганди в Дели своим второстепенным центром для операций в Северной Индии. В августе 2015 года Tata Sons увеличила свою долю до 40,06 % с 30 % ранее за счёт вливания нового капитала, в то время как доля Telestra сократилась с 20 % до 10 %. По состоянию на июль 2019 года AirAsia India была пятым по величине бюджетным перевозчиком в Индии после IndiGo, SpiceJet, Star Air (Индия) и GoAir с долей рынка 7,1 %.
В январе 2018 года тогдашний управляющий директор и главный исполнительный директор Амар Аброл объявил о планах компании ожидать к концу года парк из 21 самолёта, что даст ей право выполнять зарубежные рейсы.
В июле 2020 года AirAsia India запустила приложение для авиационной аналитики, которое поможет повысить операционную эффективность авиакомпании за счёт мониторинга и управления оборотом самолётов между рейсами с помощью анализа данных в режиме реального времени. Г-н Сунил Бхаскаран , управляющий директор и генеральный директор AirAsia India, и г-н Шанкар Нараянан , президент и глобальный руководитель розничной торговли, потребительских товаров, путешествий и гостиничного бизнеса, Tata Consultancy Services, были среди многих, кто присутствовал на цифровом запуске.

## Направления
AirAsia India выполняет более 200 ежедневных рейсов, соединяющих 21 пункт назначения по всей Индии.

## Флот
По состоянию на апрель 2022 года AirAsia India эксплуатирует следующие самолёты:
| Самолёт         | В эксплуатации | Заказано | Пассажиров | Заметки |
| --------------- | -------------- | -------- | ---------- | ------- |
| Airbus A320-200 | 24             | —        | 180        |         |
| Airbus A320neo  | 5              |          | 186        |         |
| Total           | 29             | 0        |            |         |

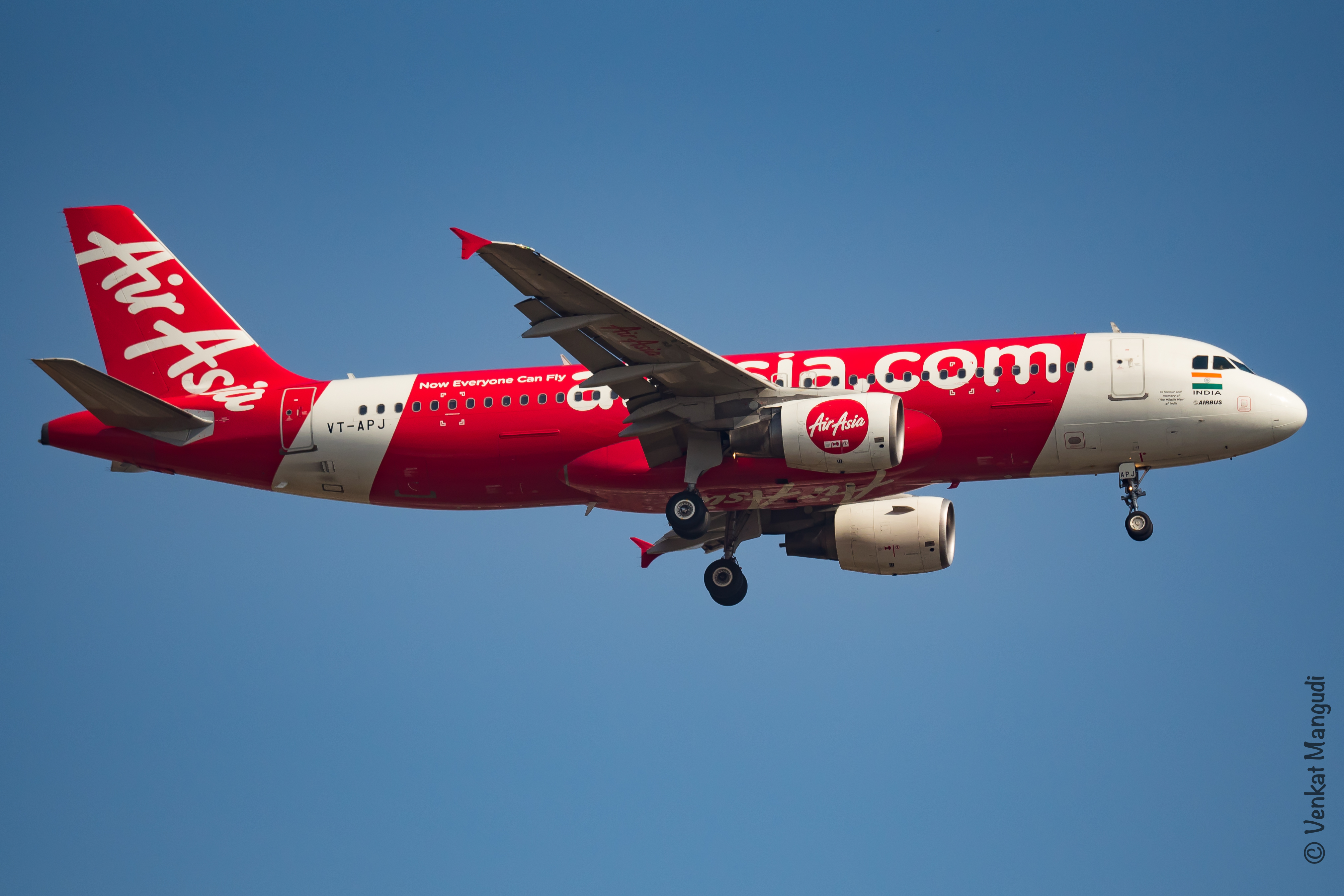
AirAsia India Airbus A320-200 в классической ливрее
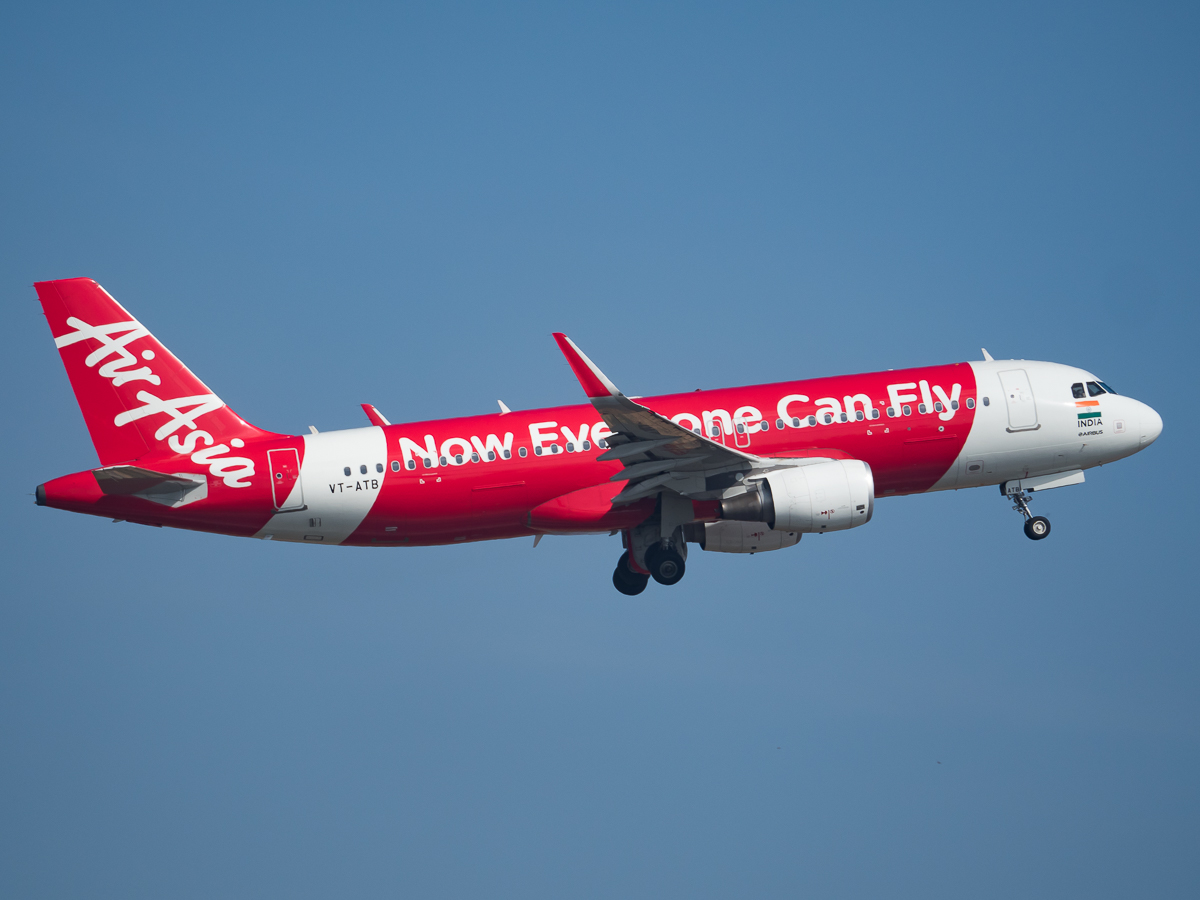
AirAsia India Airbus A320neo в ливрее «Now Everyone Can Fly»
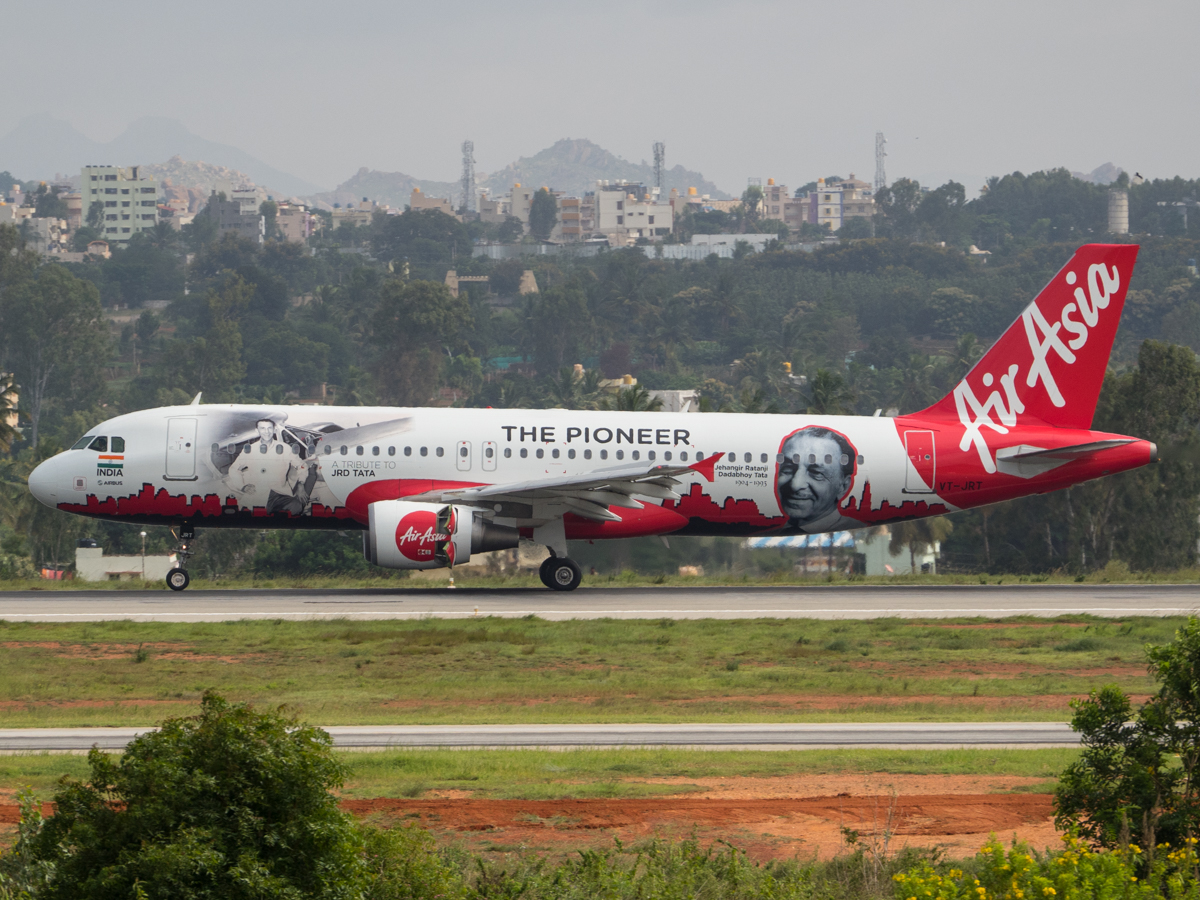
Airbus A320-200 в ливрее «Пионер»

## Смотреть так же
- Список авиакомпаний Индии
- Air India
- Singapore Airlines
- Tata Group